# 고래회충
고래회충속(Anisakis 아니사키스[*])은 선형동물의 속의 기생충으로 유충이 인체에 기생하여 고래회충증(라틴어: Anisakiasis 아니사키아시스[*])을 일으킨다. 일반적으로 그 생활사는 물고기나 해양 포유류의 체내에서 이루어진다. 사람에게 고래회충이 감염이 되면 이에 반응하여 면역 글로불린 E(IgE)가 생성되고 이것이 과민성 쇼크와 같은 알레르기 반응을 일으킬 수 있다. 고래회충속의 기생충에 감염된 생선을 날로 먹었을 때 감염된다.

## 생활사

고래회충의 생활사.

고래회충은 생활사를 진행하는 도중 여러 숙주를 거친다. 충란은 바닷물에서 깨어나며, 갓 충란을 깨고 나온 제2기 유충은 제1중간숙주인 해산 새우류에 의해서 먹히게 되고, 제2기 유충은 해산 새우류의 체내에서 탈피하여 제3기 유충이 된다. 유충을 먹은 갑각류가 제2중간숙주인 다른 물고기나 오징어 등에 의해서 먹힘에 따라서 유충이 이들에게 전해지게 된다. 전해진 유충은 물고기의 내장을 뚫고 나가 이들의 내장기관 표면에 붙어있게 되고, 간혹 근육이나 피부 밑으로 이동하기도 한다. 생활사는 감염된 제2중간숙주가 종숙주인 고래, 물개, 돌고래와 같은 해양 포유류에 의해서 먹어지게 되면 끝이 난다. 유충은 이들의 위에서 성충으로 발육하고 충란을 낳아 종숙주의 변과 함께 바닷물에 흘러 보내게 된다. 이들 종숙주의 위장은 사람의 위장과 상당히 흡사하여, 사람이 덜 익혀진 물고기를 먹을 경우 고래회충에 감염이 될 수 있다.
최근 20년간 이 속에 속한 기생충의 수는 종 감별에 있어서 유전학적인 방법을 사용함에 따라 크게 증가하였다. 각 종숙주에 따라 생화학적/유전학적으로 구별할 수 있는 서로 다른 종에 감염된다는 것이 밝혀져 있고, 이들 종의 분포를 물고기의 개체군을 파악하는데 사용하고 있다.

## 형태

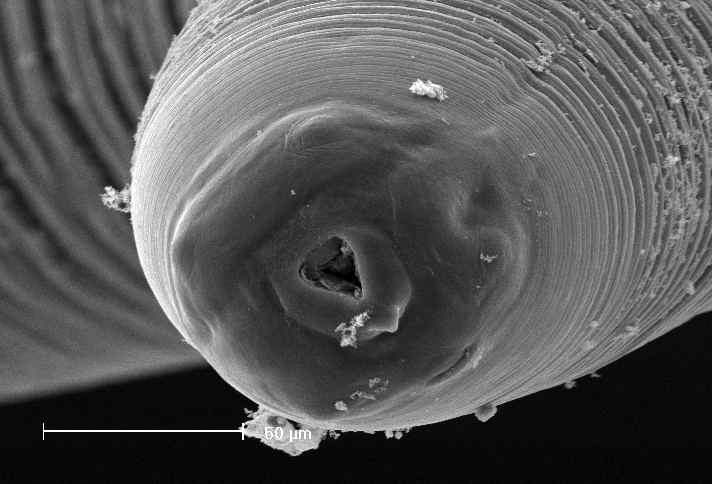
고래회충 충체의 전단을 주사전자현미경으로 찍은 사진

고래회충의 형태는 선형동물의 전형적인 형태를 하고 있다. 전체적인 형태는 가늘고 긴 원통모양이며, 단면은 둥글고 체절은 없으며 원체강을 가지고 있다. 입은 앞쪽에 위치하고 있으며 음식을 먹거나 감각을 받아들이는데 사용하는 돌기가 이를 둘러싸고 있다. 항문은 끝부분 보다 약간 앞쪽에 위치하여 있다. 편평상피 세포는 큐티클을 분비하여 숙주의 위장에서 분비하는 각종 소화액으로부터 충체를 보호한다.
다른 기생충들과 마찬가지로 고래회충의 생활사는 많은 숙주를 거친다. 숙주에 따라서 기생충의 형태가 조금씩 다르고 생활사에 어떠한 단계에 있는가에 따라서도 형태는 차이가 난다. 대개 물고기를 감염시키는 단계에 있는 고래회충속의 경우 특징적인 용수철 모양을 이루고 있는 경우가 많고, 이를 펼쳤을 때에는 약 2cm의 길이를 가진다. 종숙주에서 발견되는 충체의 경우는 포유류의 장에서 살아남기 위해서 좀 더 길고 두꺼운 형태를 가지게 된다.

## 인체에 미치는 영향
고래회충은 인체의 건강에 두 가지 방법으로 위해를 끼친다. 첫 번째로 조리되지 않은 물고기를 사람이 먹음으로써 위장에 기생을 할 수 있고, 두 번째로 기생충이 분비한 물질이 물고기에 남아있다가 사람이 이를 섭취할 때 알레르기 반응을 일으킬 수 있다.

### 고래회충증
고래회충증은 사람이 해산포유동물에 기생하는 회충류의 유충을 가진 물고기를 조리하지 않은 채로 섭취할 경우 일어나는 위장관계 질환을 통칭한다. 고래회충(Anisakis simplex)의 유충, 향유고래회충(Anisakis physeteris)의 유충, 물개회충(Pseudoterranova decipiens)의 유충이 인체 감염을 주로 일으키는 것으로 알려져 있다. 고래회충속에 의한 인체 감염은 네덜란드의 반 티엘(Van Thiel)이 급성 복통을 호소하는 환자에서 해양 선형동물이 발견된 것을 기술함으로써 처음으로 보고되었다. 고래회충증은 생선을 날로 먹거나 간단히 조리해서 먹는 지역에서 자주 보고된다. 가장 높은 유병률을 보이는 지역은 스칸디나비아(대구의 간), 일본(초밥 또는 사시미), 네덜란드(발효된 청어), 남아메리카의 태평양 연안(세비체)이고, 미국에서는 1년에 10건 미만으로 발생한다. 보다 나은 진단 도구와 경각심으로 인해서 고래회충증에 대한 보고가 증가하고 있는 추세이다.
감염된 유충을 섭취할 경우 1시간 이내에 심한 복통, 메스꺼움, 구토가 일어날 수 있다. 간혹 유충이 역류하는 경우도 있다. 만약 유충이 장으로 넘어갈 경우 심각한 호산구육아종이 감염 1~2주 후에 발생할 수 있고, 이때의 증상은 크론병과 유사하다.
진단은 주로 위내시경을 통해서 2 cm 크기의 유충이 발견되고 동시에 제거됨으로써 이루어질 수 있고, 또는 생검 혹은 수술 중에 채취한 조직에 대한 조직병리학적 관찰을 통해 이루어질 수도 있다.
생산자와 소비자가 생선에 존재하는 고래회충에 대해 경각심을 가지는 것이 효과적인 예방 전략 중 하나이다. 고래회충은 60 °C 이상의 온도에서 조리를 하거나 냉동을 함으로써 쉽게 예방할 수 있다. 미국 식품의약국은 조리를 하지 않고 섭취할 모든 어폐류를 섭씨 -35 °C 이하로 15시간 동안 급속 냉동시키거나 7일간 -20 °C 또는 그 이하로 일반 냉동시킬 것을 권장하고 있다. 염장을 하거나 양념을 한다고 하여 기생충이 제거되는 것은 아니며, 자연산 생선을 먹는 것이 양식 생선을 먹는 것에 비해서 고래회충에 감염될 가능성이 좀 더 높다. 많은 국가에서 날로 섭취할 생선 중 고래회충 감염이 있을 수 있는 것에 대해서 냉동하여 기생충을 죽일 것을 요구하고 있다. 네덜란드에서는 청어를 반드시 얼릴 것을 지시하였고 이는 고래회충 감염을 사실상 사라지게 만들었다.

### 알레르기 반응
조리가 되었다고 하더라도 고래회충의 유충은 사람에게 건강상 문제를 일으킬 수 있다. 고래회충과 이와 유사한 물개회충(Pseudoterranova spp.) 등은 어류를 감염시킬 때 여러 물질을 주변 조직으로 방출하고, 간혹 충체가 생선 살코기와 함께 통째로 삼켜지는 수가 있다.
두드러기나 과민성 반응과 같은 급성 알레르기 반응이 위장관계 증상 없이 발생할 수 있다. 이러한 생선 섭취에 뒤이은 알레르기 반응은 급성 IgE 매개 일반 반응인 위장관 알레르기성 고래회충증의 개념을 도출해 냈다. 생선 가공업 종사자들에게서는 천식, 결막염, 접촉피부염 등의 직업성 알레르기라 나타나기도 한다. 고래회충 항원에 대한 감작과 알레르기는 피부창문검사와 고래회충 항원에 대한 항체를 찾는 것으로 확인한다. 과민증이 있는 경우에는 감염된 생선을 섭취하게 되면 며칠 안에 IgE 농도가 급격하게 상승하는 것을 관찰할 수 있다.

## 치료
사람은 고래회충에게 적합한 숙주가 아니며, 고래회충은 인간의 체내에서는 살아남을 수 없기 때문에 결국 사망한다. 감염이 대증 치료 만으로 해결된 사례가 있다. 하지만 감염이 수술을 필요로 하는 소장 폐쇄를 일으켰다는 보고도 있다. 폐쇄가 일어났다고 하여도 알벤다졸 만으로도 치료가 가능했다는 사례 보고가 있다. 장천공이 일어날 수도 있는데 이 경우는 응급 상황이다.

## 발생
고래회충 유충은 해양 어류나 연어, 정어리와 같은 소하성 어류에서 흔히 발견되고 오징어, 갑오징어 등에서도 발견될 수 있다. 반면 민물 생선에서는 발견되지 않는데 이는 생활사를 완결하는데 필요한 중간숙주로 해산 새우류가 있기 때문이다. 또한 북해의 남부와 같이 종숙주인 고래목 동물이 드문 곳에서도 잘 발견되지 않는다.

## 비슷한 기생충
- Pseudoterranova (Phocanema, Terranova) decipiens (물개회충)
- Contracaecum spp.
- Hysterothylacium (Thynnascaris) spp.